# Mel - Vort daglige brød
|  | Denne artikel er oprettet af botten Steenthbot ud fra en ekstern database. Den kan derfor have sproglige fejl eller mangler. Denne skabelon kan fjernes efter kontrol af indholdet. |

Mel - Vort daglige brød er en dansk dokumentarfilm fra 1978 instrueret af Marian Hirschorn og efter manuskript af Marian Hirschorn og Sala Hirschorn.

## Handling
Fremstillingen af vort livs vigtigste fødemiddel - melet - følges fra markens korn over møllens valseværker, til det ender i bagerens ovn.